# Kuyuwini
Kuyuwini je rijeka u Gvajani. Pritoka je rijeke Essequibo.
U blizini gornjih tokova rijeka Kuyuwini , Essequiba i Cassiquity živjeli su Taruma Indijanci